# Бец, Пауль
Пауль Отто Фердинанд Бец (нем. Paul Otto Ferdinand Betz; 10 июля 1895, Харбург, Пруссия — 9 мая 1944, Севастополь, Крымская АССР) — немецкий военачальник, генерал-майор вермахта, командующий 50-й пехотной дивизией во время Второй мировой войны. Кавалер Рыцарского креста Железного креста, высшего ордена нацистской Германии. Погиб 9 мая 1944 года в Севастополе во время наступления советских войск в ходе Крымской наступательной операции.

## Награды
- Железный крест (1914)
  - 2-го класса
  - 1-го класса
- Нагрудный знак За ранение (1914)
  - в чёрном
- Почётный крест ветерана войны
- Медаль «В память 13 марта 1938 года»
- Медаль «В память 1 октября 1938 года»
- Железный крест (1939)
  - 2-го класса (22 октября 1939)
  - 1-го класса (16 сентября 1941)
- Медаль «За зимнюю кампанию на Востоке 1941/42»
- Крест Военных заслуг с мечами
  - 2-го класса
- Рыцарский крест Ордена Короны Румынии с мечами
- Немецкий крест
  - в золоте (10 февраля 1944)
- Рыцарский крест Железного креста (16 июня 1944)